# 阿克巴錫汗
馬哈麻特·木明（Muhammad Mumin），號阿克巴錫汗（察合台语意為“白頭汗”），博爾濟吉特氏，蒙古察合台後王，17世纪末葉爾羌汗國末期可汗，約1694年至約1700年間在位。

## 生平
馬哈麻特木明是葉爾羌汗国贵族、吐魯番的統治者巴巴汗之子，排行第三。其長兄阿卜都里什特，二兄馬哈麻特額敏，相繼被立為葉爾羌可汗。其妹哈尼木·帕的沙嫁予喀什噶爾（今中國新疆喀什市）的白山派宗教領袖伊達雅圖勒拉。1680年，木明與兩位兄長離開吐魯番，隨準噶爾部琿臺吉噶爾丹的大軍出征葉爾羌汗国，俘獲當時的葉爾羌可汗伊思瑪業勒。此後葉爾羌可汗淪為準噶爾部的傀儡，受到準噶爾人與伊達雅圖勒拉和卓勢力的監控。木明則回到其故地吐魯番居住。
1692年末，馬哈麻特額敏汗被白山派所殺，葉爾羌汗国王統中斷，權力落入伊達雅圖勒拉手中。1694年初，伊達雅圖勒拉去世，葉爾羌（今莎車縣）、喀什噶爾兩地隨即陷入哈尼木·帕的沙與伊達雅圖勒拉之子雅雅和卓的戰爭之中。不久雅雅和卓與哈尼木·帕的沙相繼被殺害，吐魯番和葉爾羌等地的伯克不堪忍受白山派的統治，擁立馬哈麻特木明為繼任葉爾羌可汗，號稱“阿克巴錫汗”。阿克巴錫在各地伯克們的支持下進入葉爾羌城，對白山派信徒進行報復。《和卓傳》記載，阿克巴錫及其官員屠殺了一千個白山派信徒，並用他們的血來碾磨。為打擊白山派的勢力，阿克巴錫從忽毡（今塔吉克斯坦苦盞）請回了黑山派首領達涅爾。達涅爾原為葉爾羌的宗教領袖，在1680年左右躲避伊達雅圖勒拉和準噶爾人的鎮壓逃往克什米爾。
在鞏固了對葉爾羌的統治後，阿克巴錫隨即派兵攻克了白山派的大本營喀什噶爾，並委任自己的兒子速檀阿哈瑪特管理。但速檀阿哈瑪特被掌握喀什噶爾實權的吉利吉思部落（柯爾克孜族）和當地貴族擁立為汗，公然與阿克巴錫對抗。
阿克巴錫聯合吐魯番的伯克進攻喀什噶爾，但不敵吉利吉思軍隊，最後兵敗被俘。吉利吉思比（部落首領）阿爾祖·馬哈麻特在英吉沙爾殺死了阿克巴錫，並乘勝攻克了葉爾羌。速檀阿哈瑪特被喀什噶爾和吉利吉思聯合立為葉爾羌汗。但葉爾羌的貴族不甘失敗，於是向準噶爾部求援。準噶爾琿台吉策妄阿拉布坦趁機派兵南下，再次控制了天山南路各城，並將其置於自己任命的伯克管理之下。

## 家族世系
阿克巴錫屬於葉爾羌汗中的吐魯番汗系。葉爾羌汗國滅亡後，其後裔莽蘇爾、哈什木仍生活在吐魯番。乾隆二十年（1755年）被定北將軍班第發現，後作為元太祖成吉思汗後裔遷居北京，成為居京師之回爵。
- 祖父：阿都剌因（阿布都喇伊木），拉失德第十二子，吐魯番的統治者。其長子阿不都拉哈成為葉爾羌汗。
- 父：巴巴汗，阿都剌因第五子，統治哈密、吐魯番。
- 兄妹：
  - 長兄阿卜都里什特，葉爾羌汗。
  - 二兄馬哈麻特額敏，葉爾羌汗。
  - 姊妹哈尼木·帕的沙，伊達雅圖勒拉之後妻。
- 子：
  - 長子：速檀阿哈瑪特（素勒坦阿哈木特），葉爾羌末代汗王。
  - 次子：伊斯懇德爾
- 孫：
  - 莽蘇爾，速檀阿哈瑪特之子，封一等台吉，居京師。
  - 哈什木（哈色木），伊斯懇德爾之子，封一等台吉，居京師。[3]